# Liste des préfets du Val-de-Marne
Cet article recense, par ordre chronologique, les hommes ou femmes  qui ont occupé le poste de préfet du Val-de-Marne, depuis que ce département a été créé par la loi n° 64-707 du 10 juillet 1964 portant réorganisation de la région parisienne. Il a été créé à partir des communes (28) appartenant précédemment à l'ancien département de la Seine et de 19 autres communes faisant  partie de l'ancien département de Seine-et-Oise et constituant le Sud du département.
Les préfets (ou depuis le 1er mars 2021, la préfète) du Val-de-Marne travaillent au quotidien à la préfecture de Créteil, mais leur résidence privée est située dans l'ancien château des Mèches. Située 23 rue des Mèches à Créteil, cette demeure, construite en 1856, appartient au conseil départemental du Val-de-Marne et dont la gestion au quotidien est effectuée par du personnel de l'État, affecté dans les services techniques de la Préfecture.

## Cinquième République
| Date de nomination | Date de nomination | Nom                                  | Fonction précédente                                                                                              | Observations |
| ------------------ | ------------------ | ------------------------------------ | --- | --- |
| Préfets délégués   |                    |                                      | | |
| 19 septembre 1964  | [ 1 ]              | Paul Camous                          | Chef du service régional chargé de mission à la délégation à l'aménagement du territoire et à l'action régionale | Nommé directeur du cabinet d'Olivier Guichard, ministre de l'industrie |
| 6 juin 1967        | [ 2 ]              | Lucien Lanier                        | Secrétaire général de la délégation à la recherche scientifique et technique                                     | (sera titularisé) |
| Préfets            |                    |                                      | | |
| 21 décembre 1967   | [ 3 ]              | Lucien Lanier                        | (était préfet délégué)                                                                                           | Nommé préfet du Pas-de-Calais |
| 1er avril 1974     | [ 4 ]              | René Jannin                          | Préfet des Côtes-du-Nord                                                                                         | (non installé) Nommé préfet de l'Isère |
| 13 juin 1974       | [ 5 ]              | Jean Vaudeville                      | Préfet de l'Isère                                                                                                | Nommé préfet du Pas-de-Calais |
| 8 avril 1976       | [ 6 ]              | Jean Périer                          | Préfet de Saône-et-Loire                                                                                         | Nommé préfet de la région Bretagne, préfet d'Ille-et-Vilaine |
| 19 juin 1978       | [ 7 ]              | Louis Lalanne                        | Préfet de l'Oise                                                                                                 | Congé spécial, puis retraite |
| 3 décembre 1981    | [ 8 ]              | Maurice Theys                        | Préfet de la Charente-Maritime                                                                                   | Nommé préfet de la région Franche-Comté, préfet du Doubs |
| 25 novembre 1985   | [ 9 ]              | Henri Rouanet                        | Directeur de la sécurité civile                                                                                  | Nommé préfet de la région Limousin, préfet de la Haute-Vienne |
| 30 août 1989       | [ 10 ]             | Michel Blangy                        | Directeur du personnel et de la formation de la police                                                           | Nommé préfet de la région Poitou-Charentes, préfet de la Vienne |
| 3 octobre 1991     | [ 11 ]             | Jean-Claude Le Taillandier de Gabory | directeur du cabinet du préfet de police de Paris                                                                | Nommé préfet de la région Bretagne, préfet d'Ille-et-Vilaine |
| 31 décembre 1993   | [ 12 ]             | Bruno Fontenaist                     | Secrétaire général de la préfecture de la région d'Ile-de-France                                                 | Nommé préfet de la région Poitou-Charentes, préfet de la Vienne |
| 14 novembre 1996   | [ 13 ]             | Francis Idrac                        | Délégué interministériel à la Ville et au développement social urbain                                            | Nommé préfet de la région de Basse-Normandie, préfet du Calvados |
| 21 septembre 2000  | [ 14 ]             | Pierre Mirabaud                      | Directeur, adjoint au délégué à l'aménagement du territoire et à l'action régionale                              | Nommé préfet de la région Picardie, préfet de la Somme |
| 25 juin 2002       | [ 15 ]             | Patrice Bergougnoux                  | Directeur général de la police nationale                                                                         | Nommé délégué interministériel à la Coupe du monde de rugby de 2007 |
| 9 décembre 2005    | [ 16 ]             | Bernard Tomasini                     | Préfet de la Charente-Maritime                                                                                   | Nommé préfet de la région Poitou-Charentes, préfet de la Vienne |
| 9 octobre 2008     | ,                  | Michel Camux                         | Préfet de la Sarthe                                                                                              | Nommé préfet de la région Centre, préfet du Loiret |
| 9 décembre 2010    | ,                  | Pierre Dartout                       | Délégué interministériel à l'aménagement du territoire et à l'attractivité régionale                             | Nommé préfet de la région Champagne-Ardenne, préfet de la Marne |
| 17 janvier 2013    | ,                  | Thierry Leleu                        | Vice-président chargé des relations extérieures du groupe Eurodisney                                             | Nommé conseiller d'État en service extraordinaire, puis nommé président du conseil d'administration de l'Institut national des hautes études de la sécurité et de la justice |
| 24 février 2017    | [ 20 ]             | Laurent Prévost                      | Directeur général de la sécurité civile et de la gestion des crises                                              | Nommé Haut-commissaire de la République en Nouvelle-Calédonie |
| 10 juillet 2019    | ,                  | Raymond Le Deun                      | Préfet du Morbihan                                                                                               | Situation de retraite |
| 1er mars 2021      |                    | Sophie Thibault                      | Conseillère maitre à la cour des comptes                                                                         | |
| 6 novembre 2024    | [ 22 ]             | Étienne Stoskopf (d)                 | Chef du pôle affaires intérieures au cabinet du Premier ministre                                                 | |